# Brigitte Reiffenstuel
Brigitte Alice Michaela Reiffenstuel (Monaco di Baviera, novembre 1965) è una costumista tedesca.

## Biografia
Nata a Monaco, Brigitte Reiffenstuel studiò al London College of Fashion e alla Central Saint Martins.
Esordì nel 1993 curando i costumi de L'assedio di Calais alla Guildhall School of Music, a cui seguì Il trovatore a a Leeds e Dublino e due allestimenti per l'English Touring Opera, Orfeo (1994) e Rigoletto (1996). Nel 1996 esordì come costumista all'Opera di Chicago con L'affare Makropulos e, nello stesso anno, lavorò alla Salomè in cartellone all'Opera di Stoccarda. Negli ultimi anni novanta inaugurò anche sodalizi con l'English National Opera (La dannazione di Faust, 1997) e la Houston Grand Opera (Macbeth, 1997).
Dopo aver collaborato ancora con l'Opera di Chicago per Billy Budd (2001) e con l'English National Opera in Tosca (2002), nel 2003 esordì alla Royal Opera House con l'Elektra. Già l'anno successivo tornò al Covent Garden come costumista del Faust per la regia di David McVicar, suo storico collaboratore, a cui seguirono gli esordi, sempre nello stesso anno, al Théâtre des Champs-Élysées (Semele) e con l'Opera di Stato Bavarese (Lulu). Il 2005 segnò l'esordio al Festival di Glyndebourne con il Giulio Cesare, mentre il 2007 vide il suo debutto al Teatro Nacional de São Carlos con la Maria de Buenos Aires. Nel 2009 fece il suo debutto al Metropolitan Opera House con Il trovatore di McVicar, esordito a Chicago nel 2004.
Nel 2010 tornò al Covent Garden con Adriana Lecouvreur, in un allestimento diretto da McVicar poi riproposto anche all'Opéra Bastille (2015), al Metropolitan (2018) e al Piermarini (2022). Nel 2011 esordì al Teatro alla Scala con un Don Giovanni diretto da Robert Carsen. Carsen diresse anche il Falstaff con cui tornò al Covent Garden nel 2012; l'allestimento fu poi riproposto anche alla Scala e al Metropolitan nel 2013. Nel 2012 il Met aveva ospitato anche la prima del suo allestimento di Un ballo in maschera per la regia di David Allen. Nel 2013 vinse l'Oscar della Lirica, mentre nel 2014 curò i costumi di Kate Bush per la sua serie di concerti al Lyric Hammersmith di Londra. Nel 2016 lavorò per la prima volta a un musical, Kiss Me, Kate al Théâtre du Châtelet, mentre tra il 2016 e il 2017 i suoi costumi per un nuovo allestimento de Il cavaliere della rosa apparvero sulle scene della Royal Opera House, del Metropolitan e del Teatro Colón. Nel 2018 curò i costumi per una Gloriana al Teatro Real e per una riduzione musical de La dodicesima notte al Young Vic. Nel 2019 disegnò i costumi per I Masnadieri al Piermarini e per un revival di The Light in the Piazza portato in scena alla Royal Festival Hall, alla Los Angeles Opera e a Chicago con Renée Fleming.
Inaugurò gli anni 2020 con uno dei suoi maggiori successi, i costumi per la prima mondiale di Leopoldstadt di Tom Stoppard nel West End; quando la pièce fu riproposta a Broadway nel 2022 Reiffenstuel vinse il Tony Award per i migliori costumi in un'opera teatrale. Sempre nel 2022 curò i costumi di Don Carlo e Fedora al Met e de Il barbiere di Siviglia al Festival di Salisburgo. Nel 2023 invece fu la costumista in occasione della prima assoluta di Stranger Things: The First Shadow al Phoenix Theatre di Londra, poi riproposto a Broadway nel 2025.